# C/2020 F3 (NEOWISE)
Pour les articles homonymes, voir NEOWISE et Comète NEOWISE.
Comète non-périodique
Comète parabolique (d)
C/2020 F3 (NEOWISE) est une comète rétrograde découverte le 27 mars 2020 par le télescope spatial NEOWISE.
D'une magnitude visuelle de 7 à la mi-juin, elle est passée au périhélie le 3 juillet 2020, soit à 0,29 UA (43 millions km) du Soleil. Ce passage au plus près du Soleil a considérablement fait augmenter son activité, la rendant largement visible à l’œil nu, avec une magnitude d'environ +1, dépassant ainsi la luminosité de C/2020 F8 (SWAN), autre comète lumineuse de 2020.
Après son passage au périhélie, la comète a développé une seconde queue constituée de gaz, l’autre étant constituée de poussière.
Elle est passée au plus proche de la Terre le 23 juillet 2020, à une distance de 0,69 UA de celle-ci (103 millions km). Elle était visible dans la Grande Ourse du 17 au 29 juillet 2020.

## Le nom NEOWISE
L’appellation est un acronyme et un mot-valise anglophone composé de Neo et de Wise, du nom du télescope spatial destiné initialement à observer le ciel profond dans l'infrarouge (WISE, pour Widefield Infrared Survey Explorer) qui a vu son utilisation modifiée pour observer des objets proches de la Terre (NEO, pour Near Earth Object).

## Découverte et observations

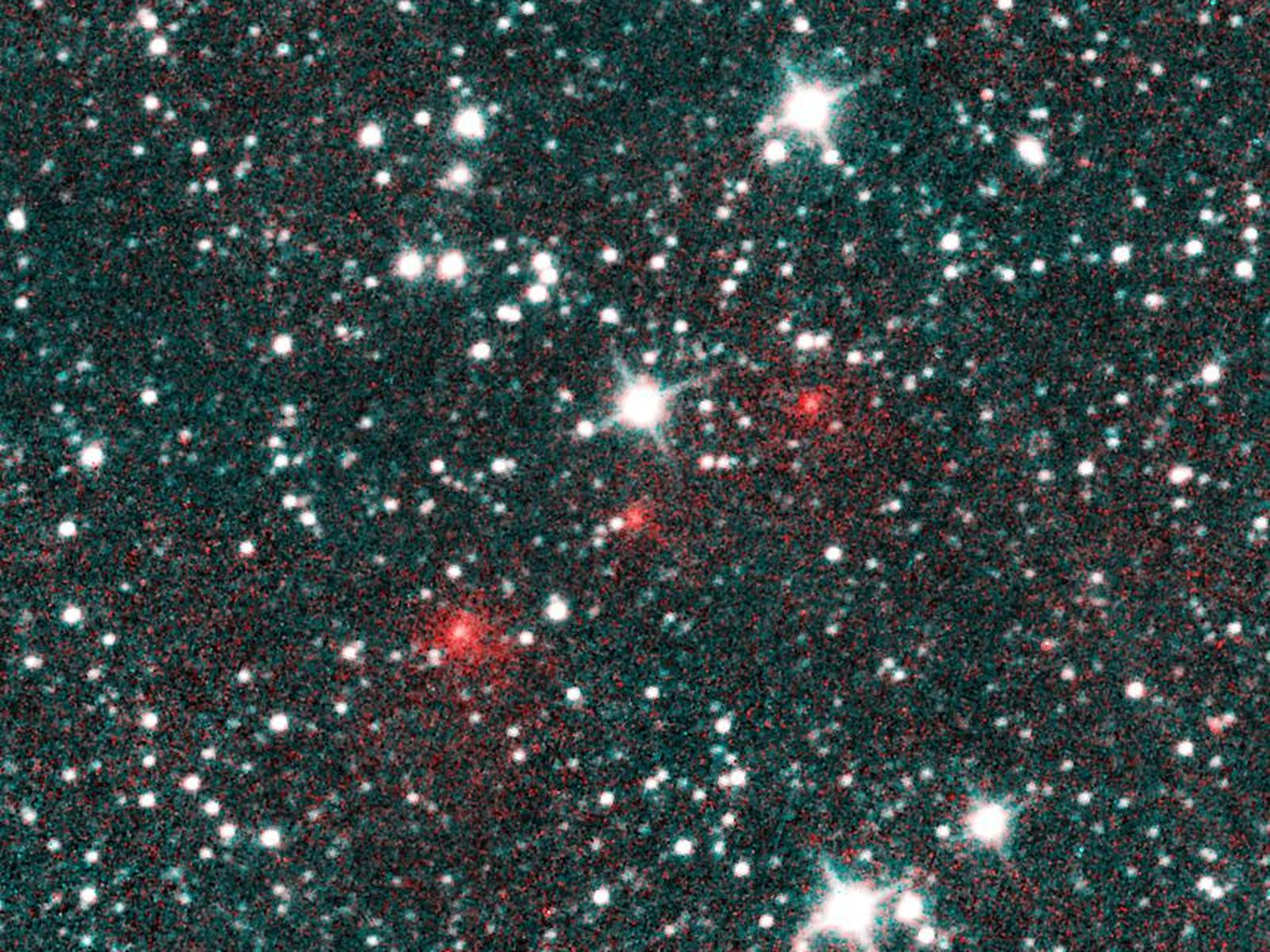
Image de la découverte. La comète apparaît sous la forme de trois points rouges flous dans ce montage de trois images infrarouges prises par NEOWISE le 27 mars 2020.

L'objet est découvert le 27 mars 2020 par une équipe utilisant le télescope spatial NEOWISE. Elle est classée en tant que comète le 31 mars et nommée d'après NEOWISE le 1er avril. Elle porte la désignation provisoire C/2020 F3, en tant que troisième comète non périodique découverte au cours de la seconde moitié du mois de mars 2020.
La comète NEOWISE est au plus proche du Soleil (périhélie) le 3 juillet 2020, à une distance de 0,29 UA (43 millions km). Ce passage près du Soleil fait augmenter sa période orbitale d'environ 4 500 ans à environ 6 800 ans. Elle passe au plus proche de la Terre le 23 juillet 2020, à 1 h 14 UTC, à une distance de 0,69 UA (103 millions km) alors qu'elle se trouve dans la constellation de la Grande Ourse. Vue de la Terre, la comète se trouvait à moins de 20 degrés du Soleil entre le 11 juin et le 9 juillet 2020.
Le 10 juin 2020, alors qu’elle n’est plus visible à cause du Soleil, la comète a une magnitude apparente de 7. Elle est alors à 0,7 UA (105 millions de kilomètres) du Soleil et 1,6 UA (240 millions km) de la Terre. Le 22 juin 2020, lorsqu’elle entre dans le champ de vision de l'instrument LASCO C3 (en) de l'Observatoire solaire et héliosphérique SoHO, elle atteint une magnitude d'environ 3, alors qu'elle se situe à 0,4 UA (60 millions de kilomètres) du Soleil et 1,4 UA (210 millions km) de la Terre. Début juillet, la comète NEOWISE atteint la magnitude +1,, dépassant ainsi largement la luminosité atteinte par C/2020 F8 (SWAN). Elle est également plus brillante que C/2011 L4 (PANSTARRS) en mars 2013, mais moins que ne l'était Hale-Bopp en 1997. Cette visibilité y compris par le grand public conduit certains astronomes à la qualifier de grande comète.
Début juillet, après son passage au périhélie, elle développe une seconde queue. La première queue est de couleur dorée et est composée de poussières cométaires, comme celle de la comète Hale-Bopp. La seconde est bleue et composée de gaz et ions. Celle-ci comporte également une séparation rouge causée par de grandes quantités de sodium. Cette combinaison est proche de celle de la comète C/2011 L4 (PANSTARRS).
D'après la signature infrarouge, le chercheur responsable du projet NEOWISE, Joseph Masiero, estime le diamètre du noyau cométaire à environ 5 km. Celui-ci est similaire en taille à celui de la C/1996 B2 (Hyakutake) et de nombreuses comètes de courte période telles que 2P/Encke, 7P/Pons-Winnecke, 8P/Tuttle, 14P/Wolf, et 19P/Borrelly.

## Trajectoire

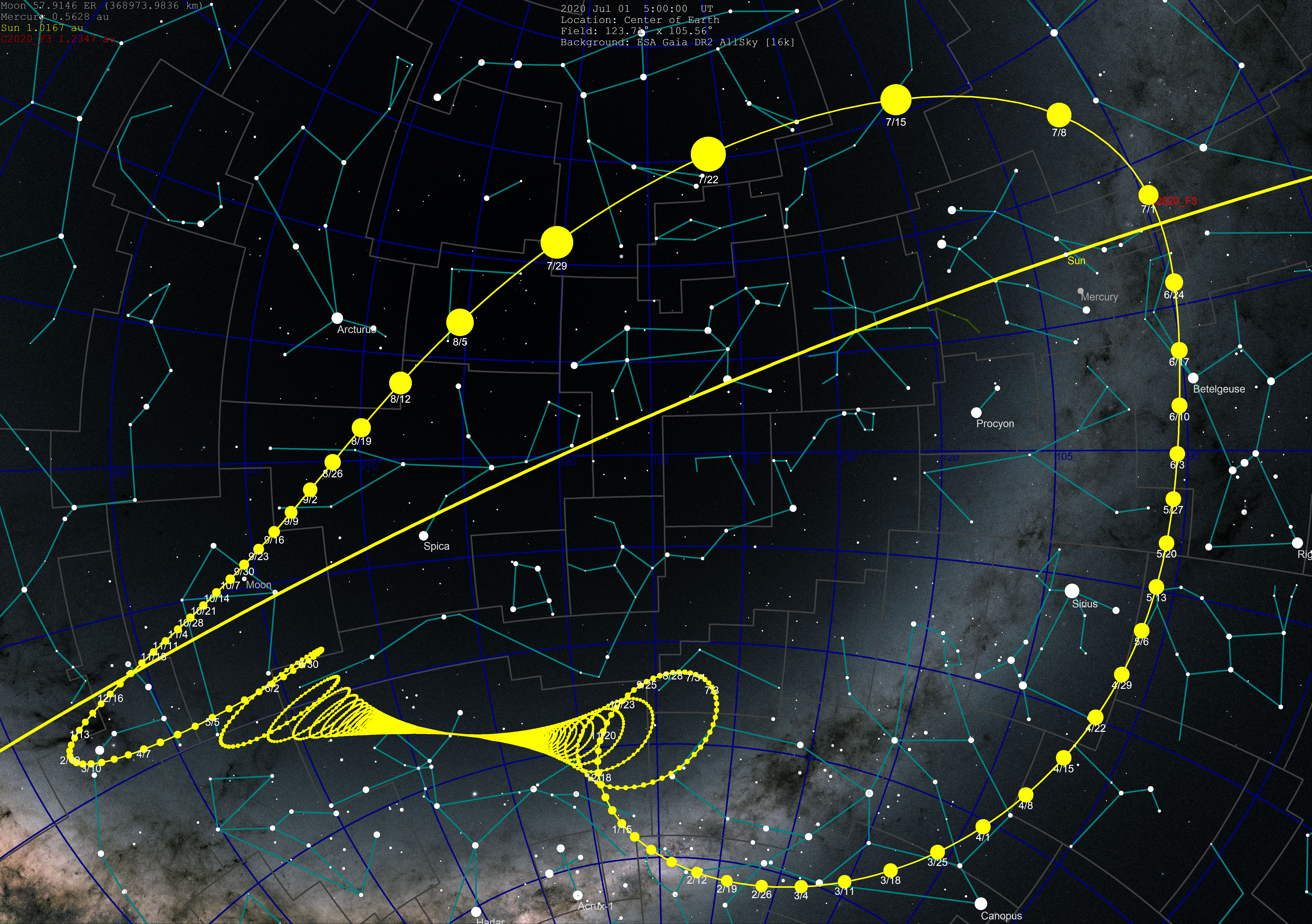
Position de la comète dans le ciel au fil des jours. Les boucles rétrogrades sont causées par la parallaxe du mouvement annuel de la Terre autour du Soleil ; le mouvement le plus apparent se produit lorsque la comète est la plus proche de la Terre.

Animation illustrant la trajectoire de la comète autour du Soleil.
C/2020 F3
Soleil
Mercure
Vénus
Terre
Mars

- OC/2020 F3
- OSoleil
- OMercure
- OVénus
- OTerre
- OMars

## Galerie

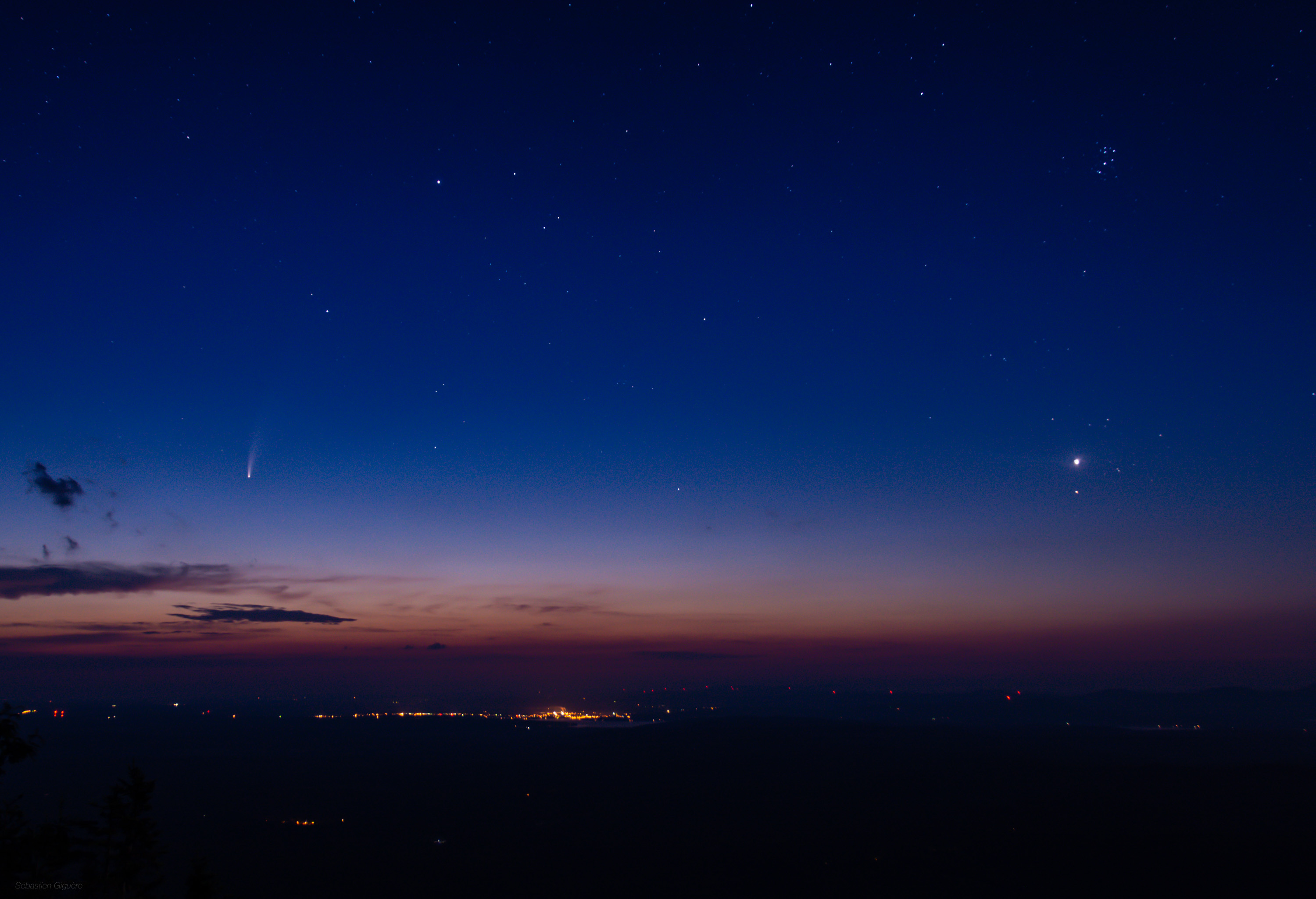
La comète au-dessus de Lac-Mégantic (Québec), au matin du 10 juillet 2020. Vénus, les Pléiades et la constellation du Cocher accompagnent l'astre passager.
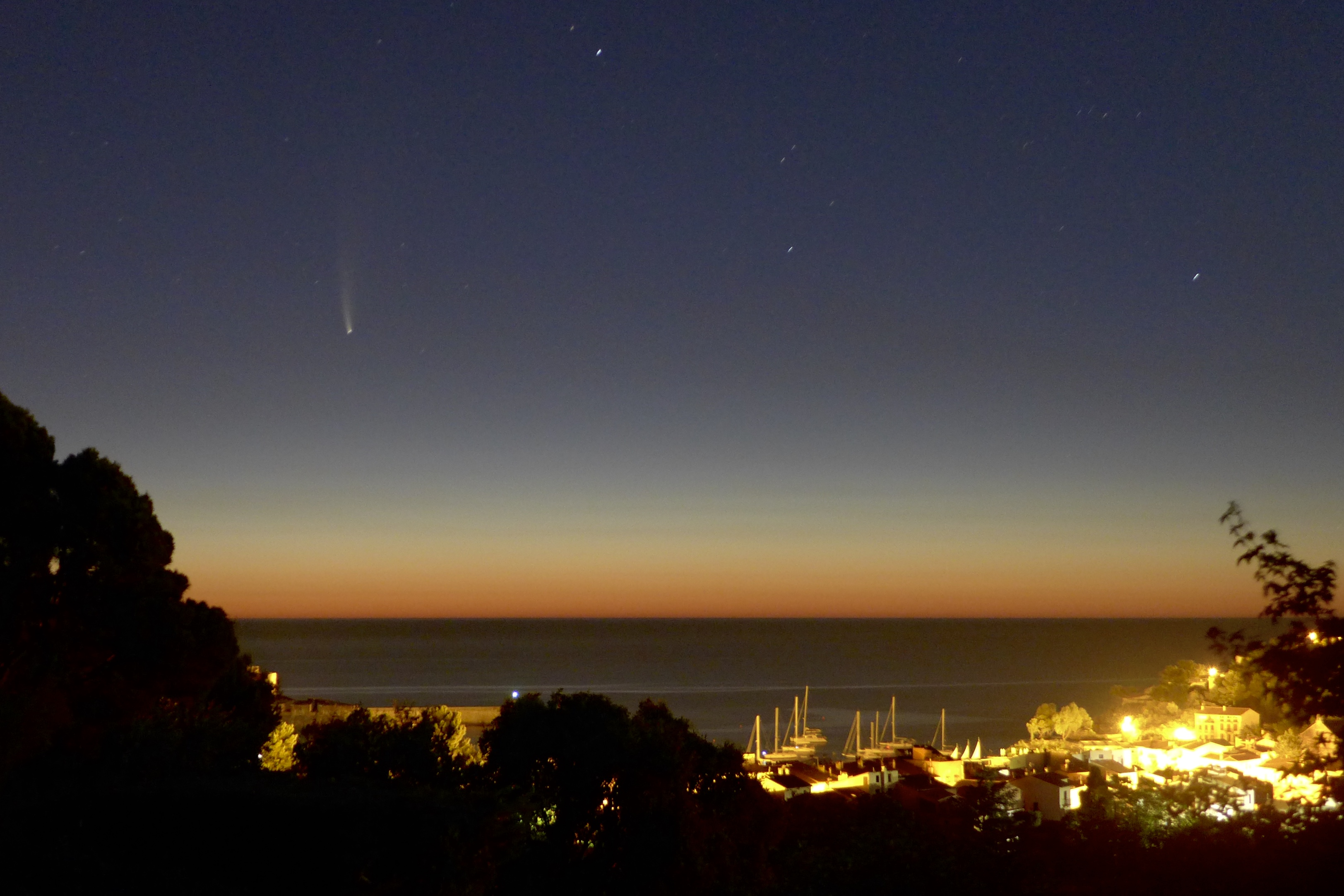
La comète depuis les hauteurs de Collioure (France) à l’aube du 12 juillet 2020.
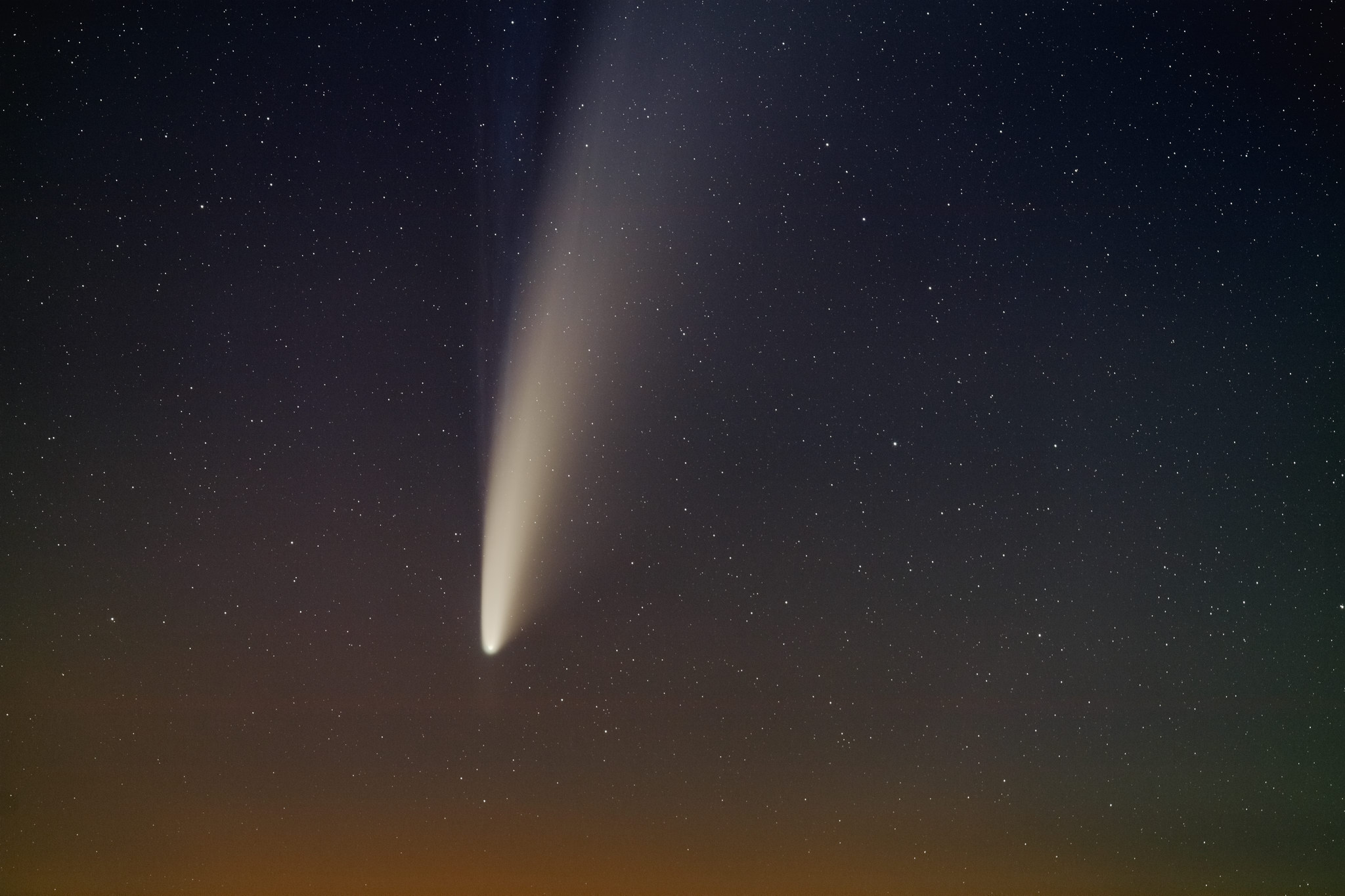
La comète vue de Seine-et-Marne (France) le 13 juillet 2020 au matin.
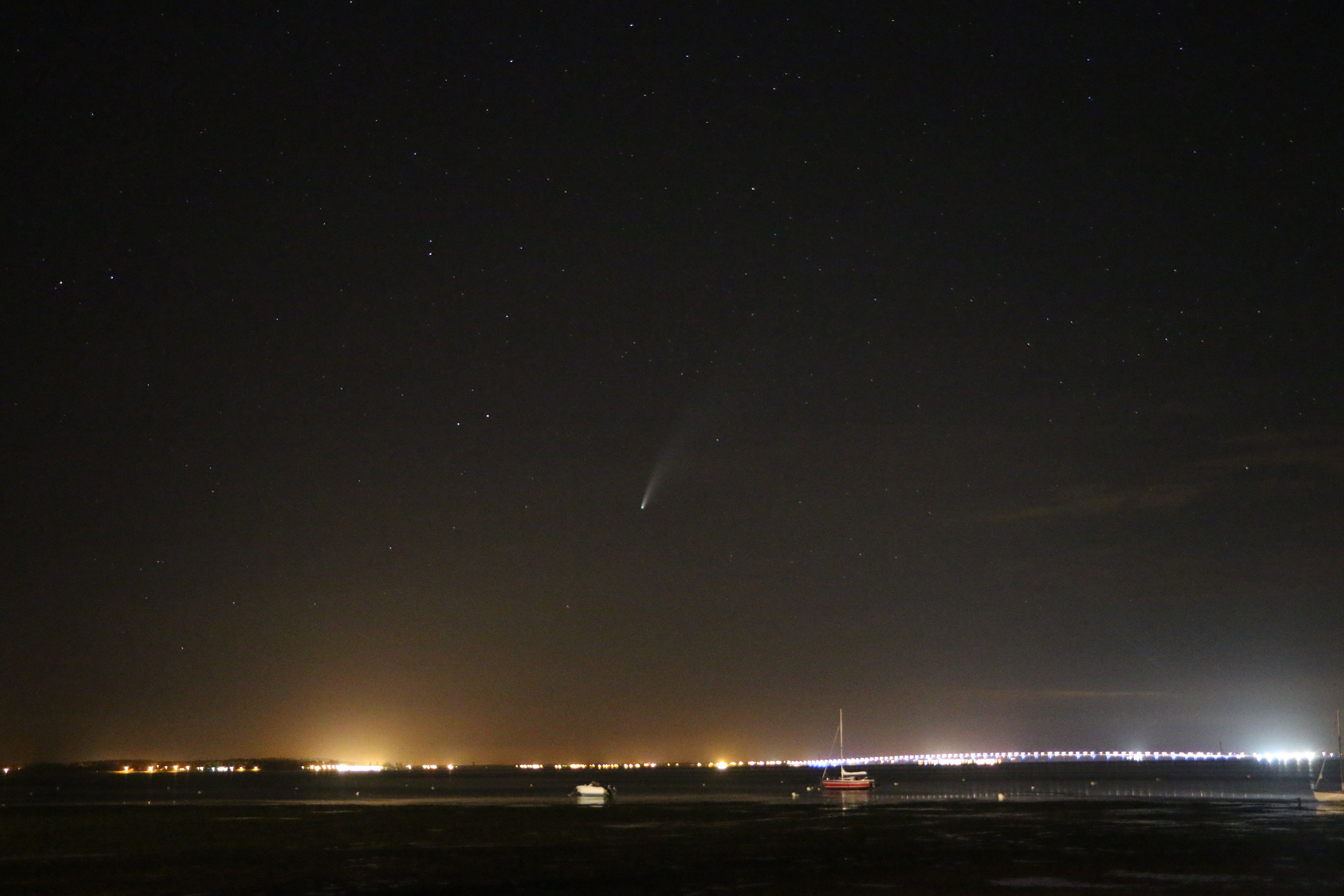
La comète au-dessus de l'île d'Oléron (France) le 16 juillet 2020 au soir.
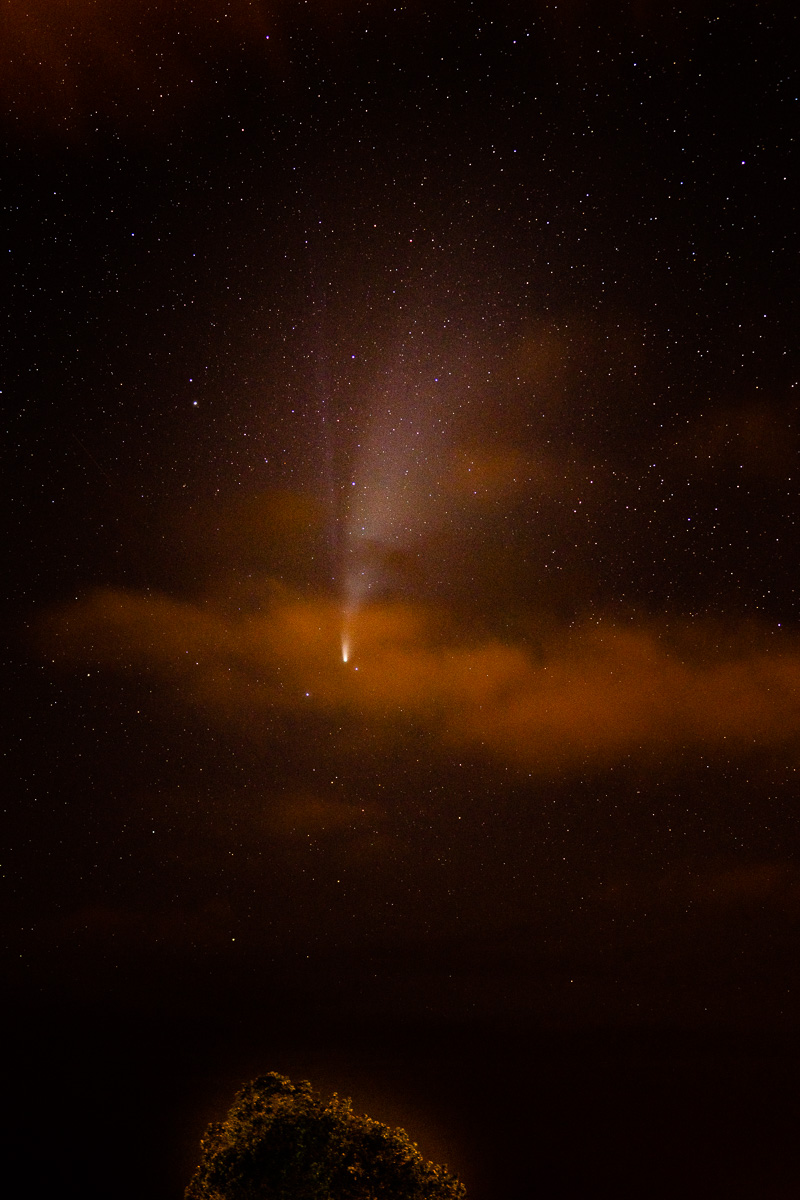
La comète au-dessus de la Bretagne à Saint-Lunaire (Ille-et-Vilaine) le 19 juillet 2020 vers 1 h du matin.
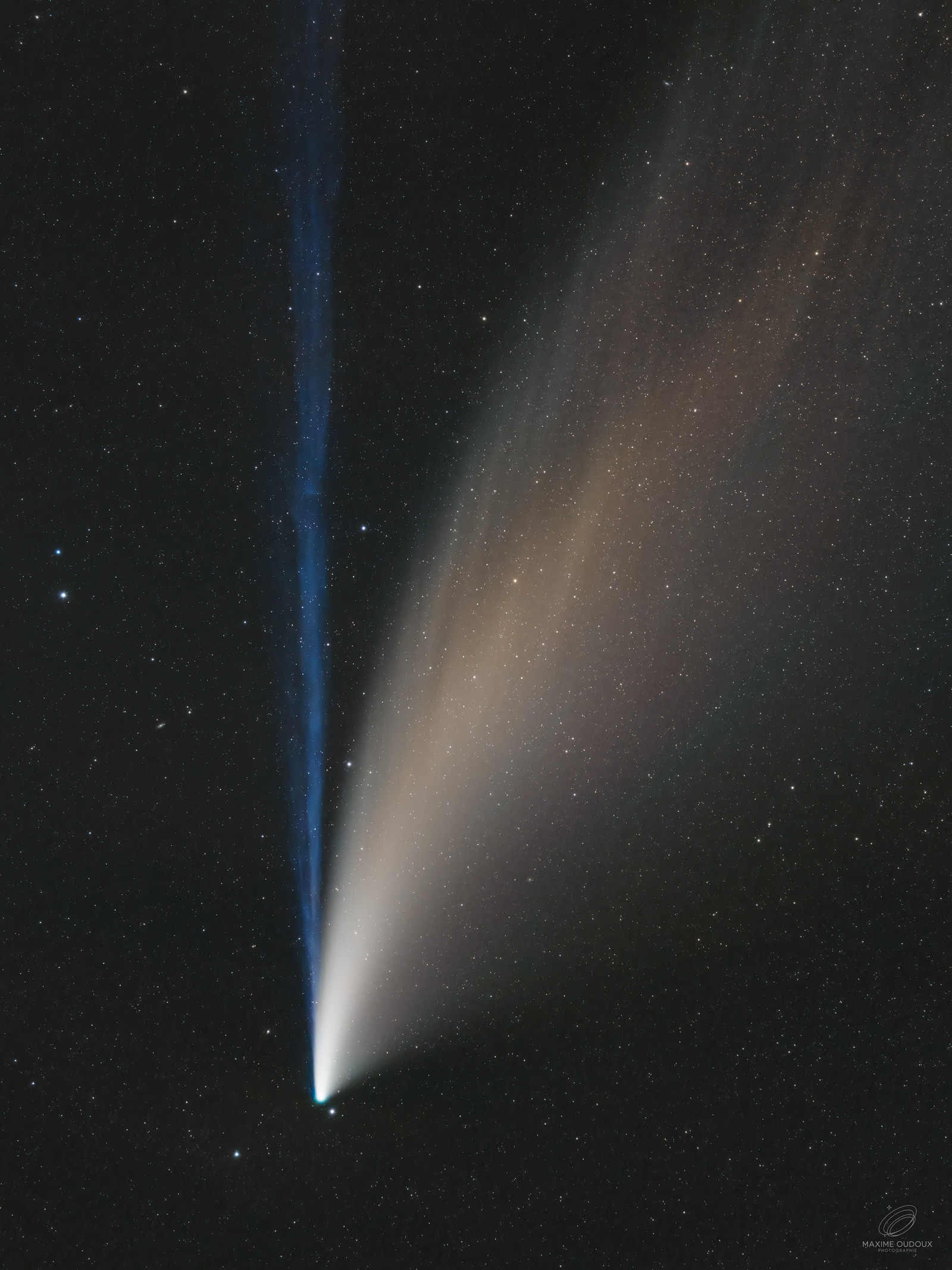
La comète Neowise depuis la Réserve internationale du ciel étoilé des Cévennes pendant les Nuits du causse Noir le 19 juillet 2020 vers 0 h 15.
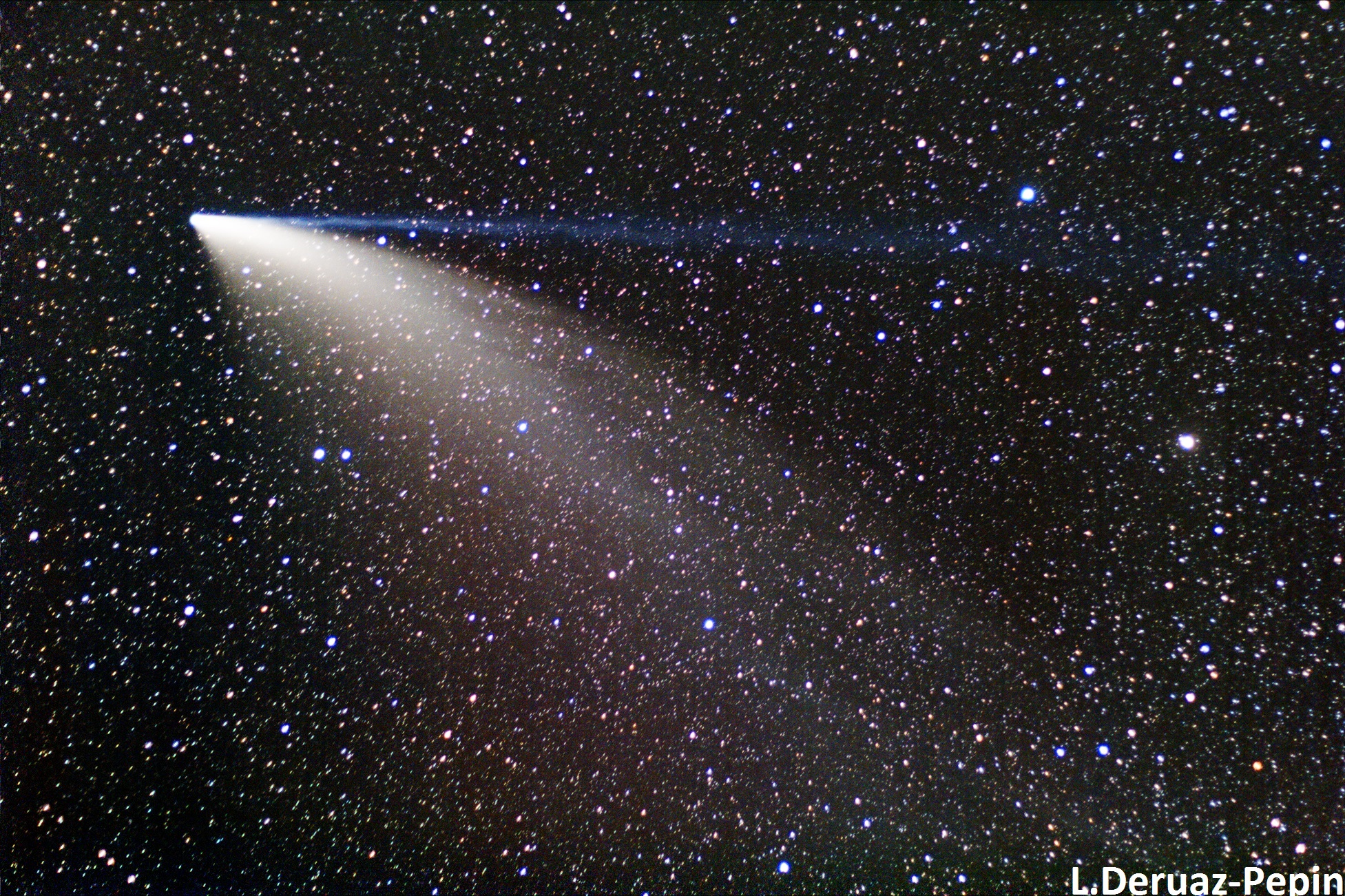
La comète Neowise le 20 juillet 2020 au col de la Lombarde (France). 40 poses de 20 s, objectif 50 mm avec Canon 1000D sur trépied.
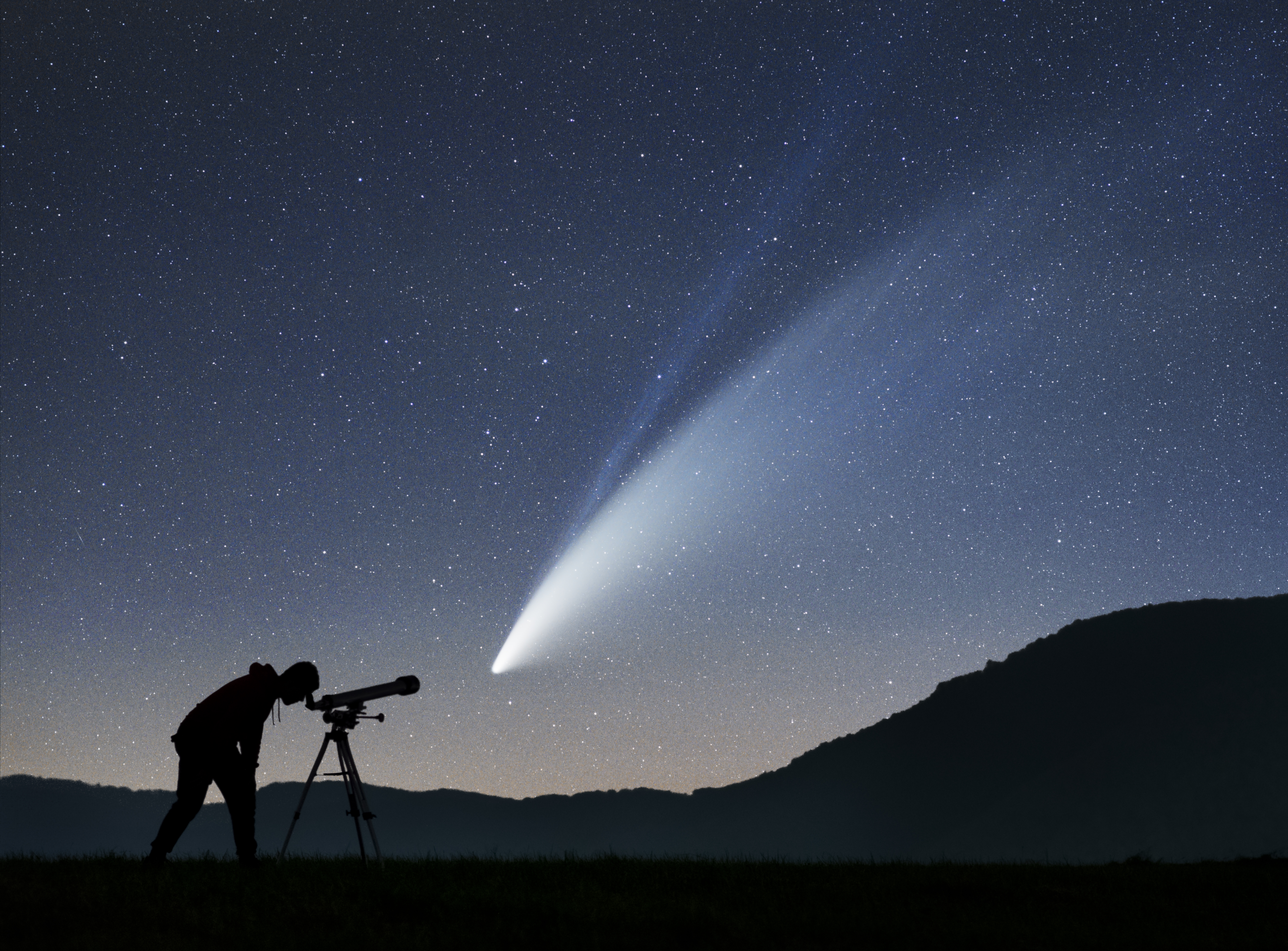
C/2020 F3 (NEOWISE) avec un observateur en août 2020.
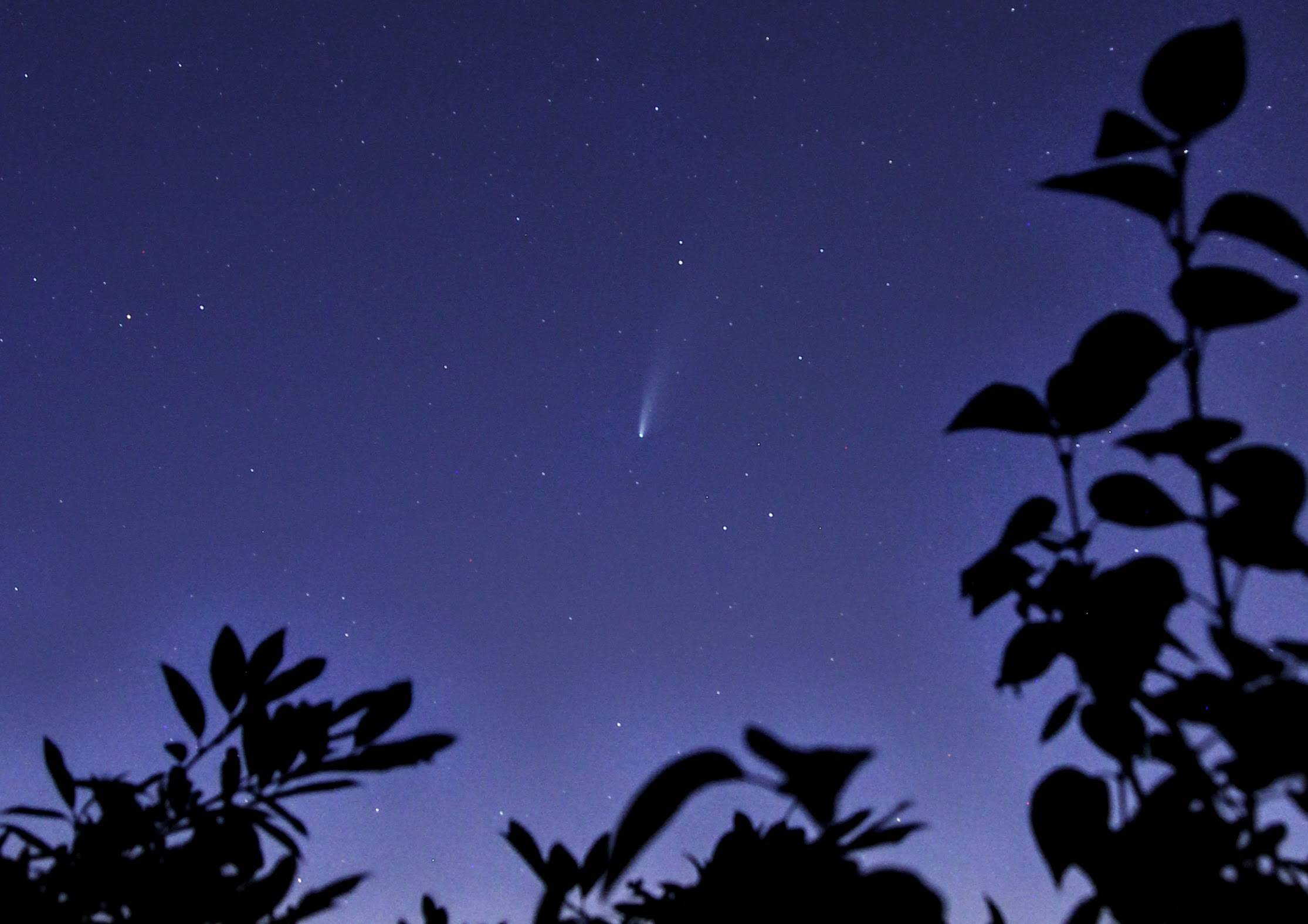
La comète Neowise (C2020F3), dans la nuit du 19 au 20 juillet 2020, telle que visible en plaine d'Alsace, France.